# Riverdale (Utah)
Riverdale – miasto w Stanach Zjednoczonych, w stanie Utah, w hrabstwie Weber.